# 1174 Marmara
1174 Marmara (1930 UC) là một tiểu hành tinh vành đai chính được phát hiện ngày 17 tháng 10 năm 1930 bởi K. Reinmuth ở Heidelberg.